# Saccharomyces

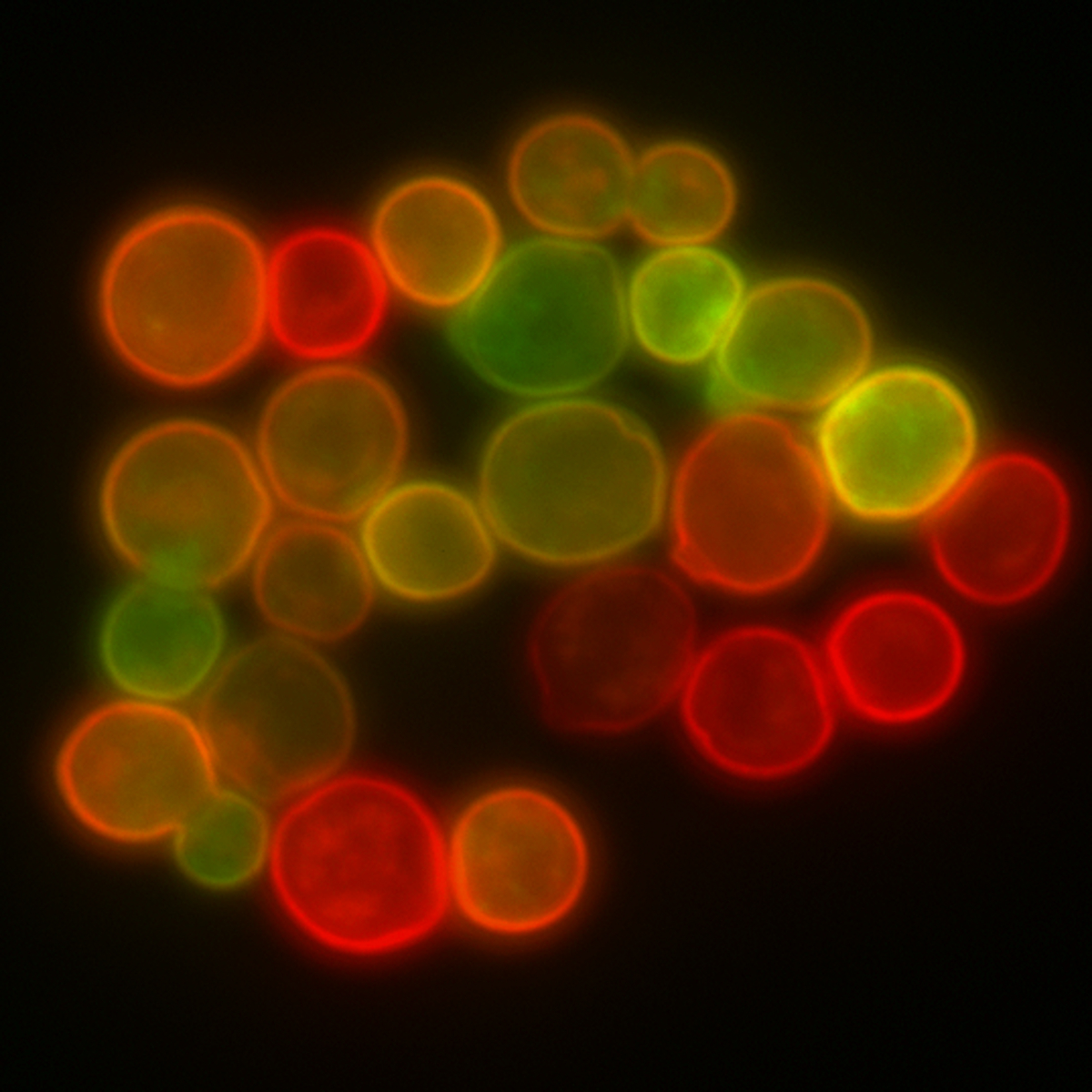
Błona komórkowa drożdży zwizualizowana w mikroskopii fluorescencyjnej poprzez białka błonowe wyposażone w markery fluorescencyjne świecące na zielono i czerwono. Nałożenie tych dwóch barw daje na obrazie kolor żółty

Saccharomyces Meyen ex E.C. Hansen – rodzaj jednokomórkowych grzybów z rodziny Saccharomycetaceae. Zaliczane są do drożdży.

## Systematyka i nazewnictwo
Pozycja w klasyfikacji według Index Fungorum: Saccharomyces, Saccharomycetaceae, Saccharomycetales, Saccharomycetidae, Saccharomycetes, Saccharomycotina, Ascomycota, Fungi.
Synonimy nazwy naukowej: Octomyces Mello & L.G. Fern., Saccharomyces Meyen ex E.C. Hansen.
Niektóre gatunki:
- Saccharomyces arboricola F.Y. Bai & S.A. Wang 2008
- Saccharomyces bayanus Sacc. 1895
- Saccharomyces capsularis (Schiønning) Schiønning 1904
- Saccharomyces cerevisiae Gasperini 1888
- Saccharomyces lochheadii Kumbh. 1978
- Saccharomyces ludwigii E.C. Hansen 1888
- Saccharomyces paradoxus Bach.-Raich. 1924
- Saccharomyces pastorianus Reess ex E.C. Hansen 1904
- Saccharomyces pombe (Lindner) A. Jörg. 1899

Wykaz gatunków (nazwy naukowe) na podstawie Index Fungorum.

## Fizjologia
Reakcje redukcji
Jedną z reakcji o największym zastosowaniu prowadzoną przy udziale drożdży jest enzymatyczna redukcja związków zawierających grupę karbonylową. Redukowano ketony z różnymi podstawnikami otrzymując głównie drugorzędowe alkohole o konfiguracji absolutnej S. Ketony z przeszkodą steryczną (4-oktanon, t-butylometyloketon, izobutyloizopropyloketon) nie ulegają redukcji w tych warunkach.
Redukcja związków z jedną grupą karbonylową
Zanotowano wiele przykładów redukcji za pomocą drożdży piekarskich związków z jedną grupą karbonylową. Ketony mono- lub policykliczne, aromatyczne, zawierające siarkę, grupę nitrową, fluorowce.
Przykład reakcji aromatycznych ketonów
Redukcja alfa-heterocyklopodstawionych ketonów za pomocą drożdży piekarskich nie daje dobrych rezultatów. Ketony takie jak 2-tienylowy, 2-furylowy nie są w ogóle redukowane. Wysoką czystość optyczną i dobrą wydajność zanotowano w nielicznych przykładach.
Redukcja beta-ketoestrów
Niecykliczne beta-ketoestry są redukowane przez drożdże do beta-hydroksyestrów będących chiralnymi substratami w syntezie dalszych związków (laktamów, feromonów owadów, karotenoidów). Redukcja ketoestrów pozwala uzyskać oba enancjomery w różnym stosunku w zależności od tego, z której strony „podchodzi” jon wodorkowy. Używając systemu mikrobiologicznego, jakim są komórki drożdży, mamy do czynienia z co najmniej dwoma enzymami (reduktazami), które działają równocześnie z różnymi stereochemicznymi preferencjami, a każdy z nich operuje z wysoką stereoselektywnoscią.
Redukcja alfa-podstawionych beta-ketoestrów
W związkach typu podstawione beta-ketoestry produktami redukcji są aż 4 izomery. Wynika to z występowania zjawiska tautomerii keto-enolowej. Poprzez modyfikacje struktury sterujemy nie tylko czystością enancjomeryczną, ale także czystością diastereoizomeryczna.
Z wyjątkiem ketonu, w którym R1=R2=R3=CH3 (a który ulega redukcji do dwóch stereoizomerów), redukcja diketonów tego typu daje produkt, w którym tylko jedna grupa karbonylowa zostaje zredukowana. W tej reakcji nie otrzymujemy ani dioli, ani innych izomerycznych beta-hydroksyketonów. Reakcje redukcji niecyklicznych 1,3-diketonów za pomocą drożdży zachodzą wolno z niewielką wydajnością.
Redukcja 1,3-diketonów i 1,4-diketonów
1,2-diketony są, za pomocą drożdży piekarskich, redukowane do alfa-hydroksyketonów lub (rzadziej) do dioli. To, która grupa zostaje podczas monoredukcji zredukowana, zależy od podstawników sąsiadujących z atomami węgli grup karbonylowych. Charakterystyczne diketony używane w laboratorium to acetyloaceton i benzyl aromatyczny (benzoil). Przykłady redukcji obu grup karbonylowych wśród produktów przeważają diole o konfiguracji anti. 1,4-diketony ulegają redukcji do diolu, przy czym obie grupy hydroksylowe najczęściej uzyskują konfigurację S.
Redukcja związków z wiązaniem podwójnym
Drożdże piekarskie były stosowane do stereospecyficznej redukcji wiązania C=C. Transformacje te przyciągają dużą uwagę, jako droga do otrzymywania chiralnych półproduktów w asymetrycznej syntezie. Najszerzej przebadaną w tym zakresie grupą związków są związki zawierające trójpodstawione wiązanie podwójne.
Formowanie wiązania C-C kondensacja acyolinowa
Produkt kondensacji acyloinowej został po raz pierwszy zaobserwowany przez Neuberga podczas drożdżowej fermentacji furfuralu. Fermentowany za pomocą drożdży alfa-metylo-beta-(2-furylo)-akroleiny daje zredukowaną acyloinę (witamina E).
Hydroliza estrów
Drożdże piekarskie wykazują zdolności hydrolityczne dzięki zawartym w nich enzymom: esterazie, lipazie, fosfolipazie, tributyrynazie, triacyloglicerolipazie. Zdolności te wykorzystano w syntezie prostaglandyn i ich prekursorów.
Właściwości hydrolityczne drożdży znalazły zastosowanie w syntezie aminokwasów i ich pochodnych.

## Rozmnażanie i rozwój
Są grzybami saprotroficznymi – żyją na podłożach zawierających cukry proste. Przeprowadzają fermentację alkoholową, przeważnie w warunkach beztlenowych. Dobrze poznano około 30 gatunków drożdży, z dużą liczbą odmian.
Saccharomyces rozmnażają się przez pączkowanie. W komórce rodzicielskiej powstaje przewężenie, jądro dzieli się na dwa jądra, z których jedno przemieszcza się do pączka. Następnie przewężenie się zamyka. Czasami mogą powstać duże, rozgałęzione kolonie. W niekorzystnych warunkach tworzą worek z czterema (tzw. tetrady) zarodnikami workowymi, co uzasadnia ich przynależność do workowców.

## Zastosowanie
Największe znaczenie gospodarcze mają liczne odmiany i szczepy hodowlane drożdży należące do gatunku S. cerevisiae, wykorzystywane w przemyśle spożywczym, a zwłaszcza fermentacyjnym (drożdże piwowarskie, winiarskie, piwowarskie i piekarskie). Wykorzystywane są także S. pastorianus i S. pombe, szybko rozmnażające się w warunkach tlenowych i wytwarzających (głównie na pożywkach melasowych) duże ilości masy komórkowej, o znacznej zawartości białka (drożdże spożywcze i pastewne). Istnieją też gatunki szkodliwe z punktu widzenia przemysłu, nazywane drożdżami dzikimi, wywołujące wady produktu (śluzowacenie, zużywanie alkoholu, gorzknienie). Z drugiej strony dzikie drożdże mogą być pożyteczne: są wykorzystywane, na przykład, przy produkcji rakii i piwa typu lambik. Drożdże wykorzystywane są także do bezpośredniego spożycia jako drożdże spożywcze.